# Église Saint-Jean-Baptiste de Charols
L'église Saint-Jean-Baptiste est une église romane située sur le territoire de la commune de Charols dans le département français de la Drôme en région Auvergne-Rhône-Alpes.

## Historique
L'église de Charols serait la plus ancienne du département de la Drôme. Elle fut confiée en 957 aux bénédictins du monastère de Saint Chaffre du Monastier en Velay par Achideus, évêque de Die.
Elle fait l'objet d'une inscription au titre des monuments historiques depuis le 27 juillet 1994.

## Architecture
Datée du IXe siècle, l'église a été construite sur un plan basilical, proche de celui d'autres édifices provençaux de cette époque, avec un carré de douze mètres de côté se terminant par une abside centrale et deux absidioles. Escalier voûté, de type vis de St Gilles dans la partie rez-de-chaussée, 1er étage du clocher. La nef et ses deux collatéraux comporte trois travées délimitées aujourd'hui par de puissants piliers rectangulaires. À l'origine la couverture était en charpente, seules les absides étant voûtées. Aux XIIe siècle et XIIIe siècle une voûte générale est réalisée.
À l'extérieur la façade, soigneusement appareillée, est prolongée par des contreforts d'angles. Des trous de boulins témoignent de l'échafaudage primitif. On peut deviner au-dessus de la porte actuelle la trace d'une ancienne ouverture.
Le clocher fut érigé en 1904 en se servant comme soubassement du clocher primitif dont il subsiste, légèrement en saillie, l'assise.
Les derniers contreforts annoncent la courbe du chevet encore intact mais légèrement enterré.

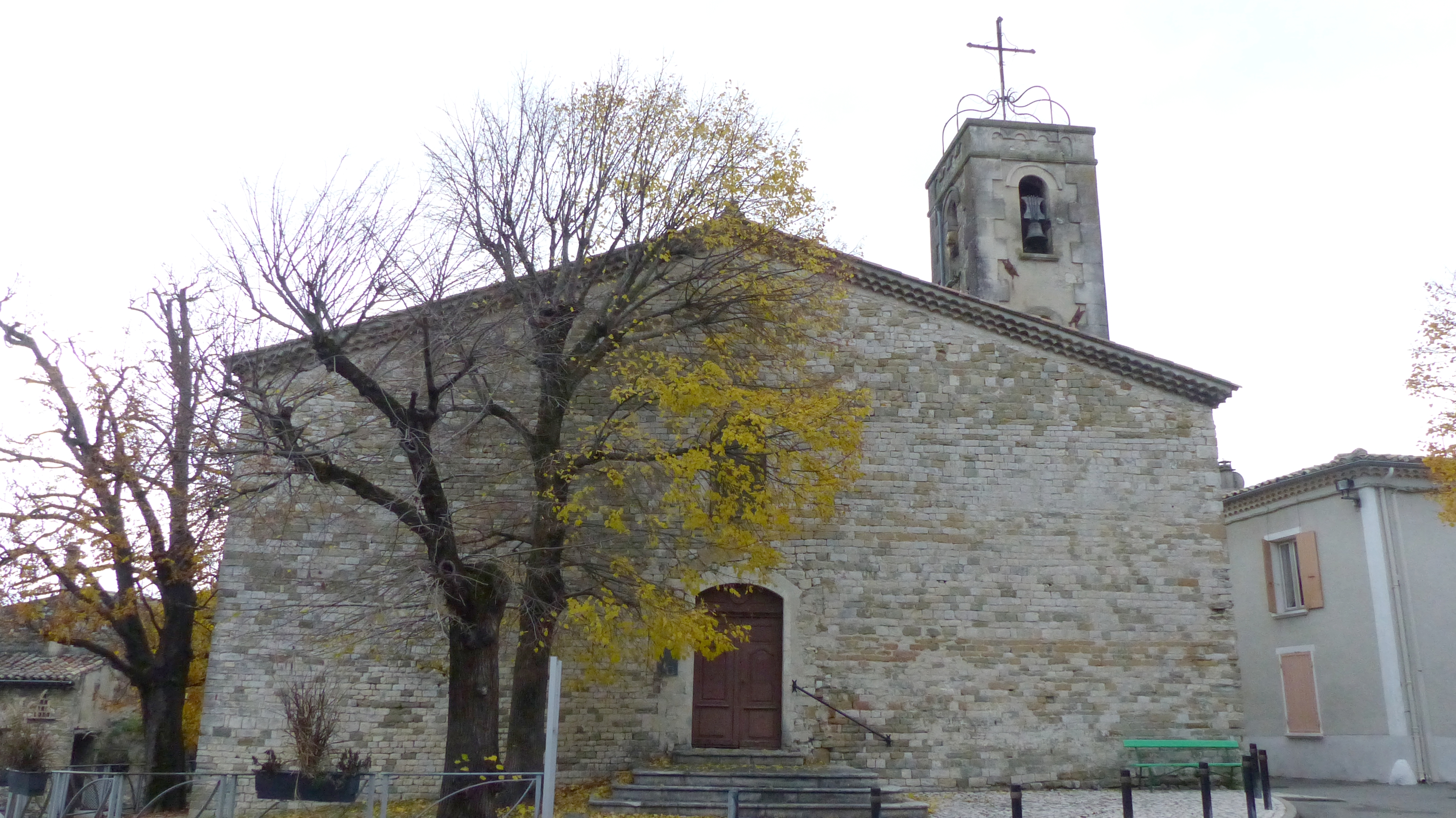
Façade.
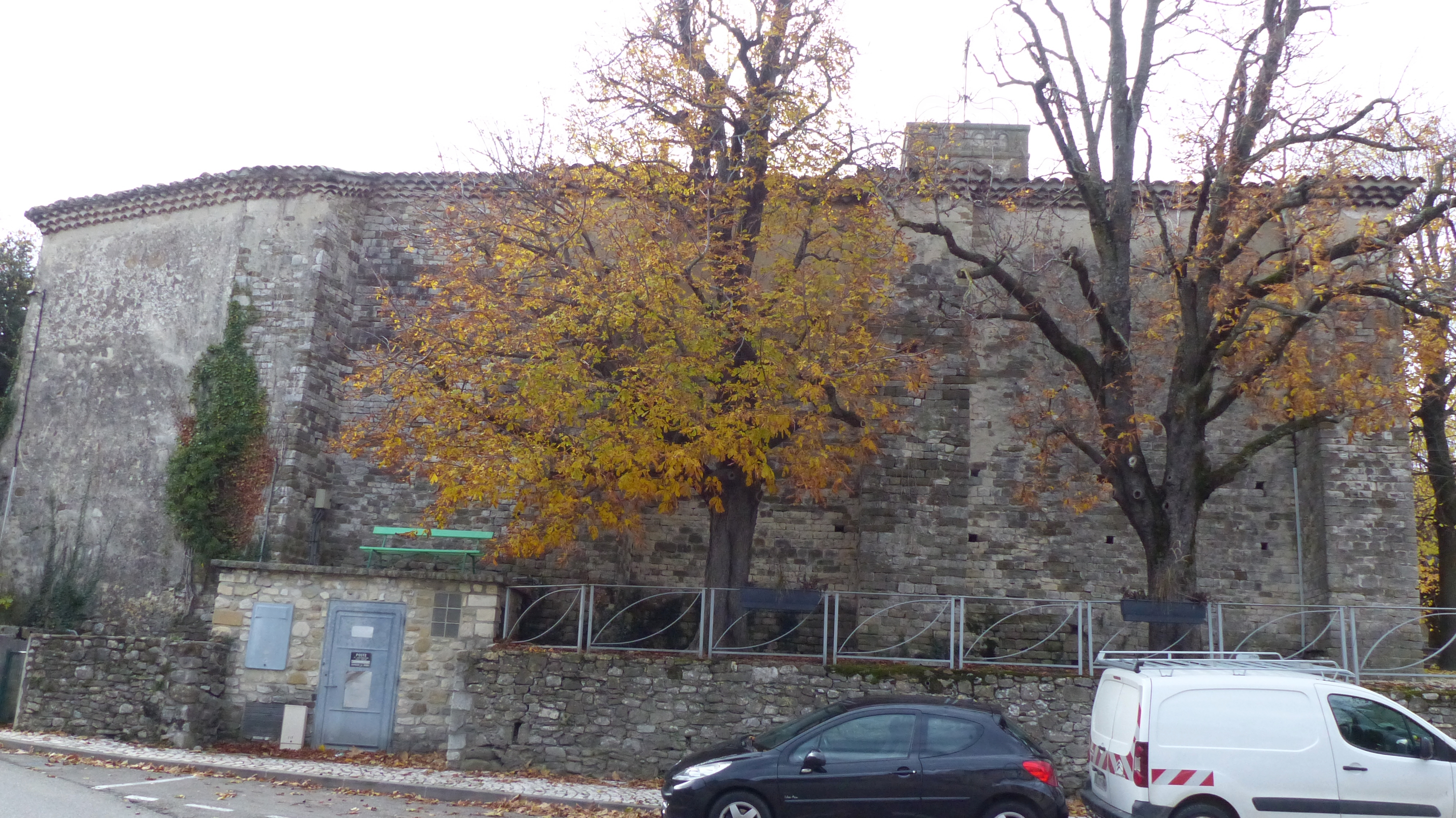
Côté nord.
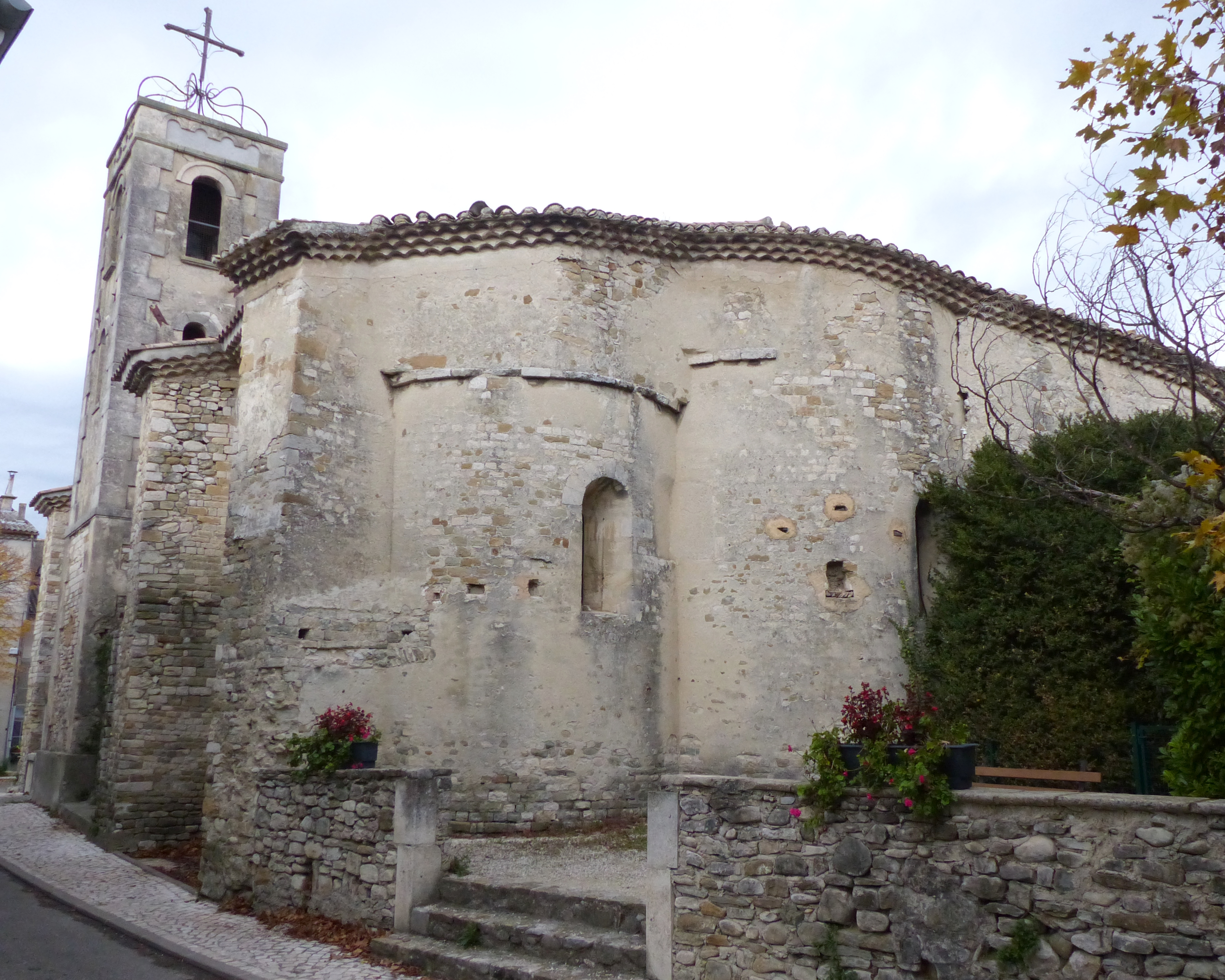
Chevet.

## Référence
1. 1 2  Notice no PA00132811, sur la plateforme ouverte du patrimoine, base Mérimée, ministère français de la Culture.